# Пахотищев, Николай Дмитриевич
Николай Дмитриевич Пахотищев (9 ноября 1919, Тайшет — 5 июня 1980, Серпухов) — Герой Советского Союза, участник Великой Отечественной войны.

## Довоенная биография
Николай Дмитриевич Пахотищев родился 9 ноября 1919 года в городе Тайшет ныне Иркутской области. Окончил семь классов.
Николай Дмитриевич Пахотищев был призван в ряды РККА в 1936 году. Учился в Иркутской военной школе авиатехников и в лётно-планёрной школе, а в 1940 году закончил Челябинское военное авиационное училище лётчиков-наблюдателей.

## Участие в Великой Отечественной войне
На фронты Великой Отечественной войны Николай Дмитриевич Пахотищев попал в августе 1941 года.
Николай Дмитриевич Пахотищев стал одним из первых вылетать ночью на боевые задания: доставлял грузы, делал фотографии позиций противника в боевых условиях, бомбил вражеские объекты.
В КПСС Николая Дмитриевича Пахотищева приняли в 1942 году.
К маю 1945 года только на бомбардировку позиций противника Николай Дмитриевич Пахотищев сделал 236 боевых вылетов.
Указом Президиума Верховного Совета СССР от 29 июня 1945 года за образцовое выполнение боевых заданий командования по уничтожению живой силы и техники противника и проявленные при этом мужество и героизм гвардии капитану Николаю Дмитриевичу Пахотищеву присвоено звание Героя Советского Союза с вручением ордена Ленина и медали «Золотая Звезда».

## Послевоенная биография
По окончании Великой Отечественной войны Николай Дмитриевич Пахотищев продолжил служить в ВВС.
В 1952 году Николай Дмитриевич Пахотищев закончил Военно-Воздушную академию.
В 1965 году полковник Николай Дмитриевич Пахотищев уходит в запас. После ухода в запас Николай Дмитриевич Пахотищев жил в городе Серпухов Московской области.

## Увековечивание памяти
В честь Николая Дмитриевича Пахотищева назван микрорайон в городе Тайшет. Так же имя Николая Дмитриевича Пахотищева носит школа № 85 города Тайшета.

## Награды
- Медаль «Золотая Звезда»;
- орден Ленина;
- три ордена Красного Знамени;
- орден Отечественной войны 2-й степени;
- два ордена Красной Звезды;
- медали.